# Molosso (piede)
Il molosso è un piede in uso nella metrica classica. Viene formato dalla successione di tre sillabe lunghe (— — —). Può derivare dalla sostituzione delle due sillabe brevi del piede ionico a minore con una sillaba lunga (cioè, la successione ∪ ∪ — — diventa: — — —).